# Baby Dee

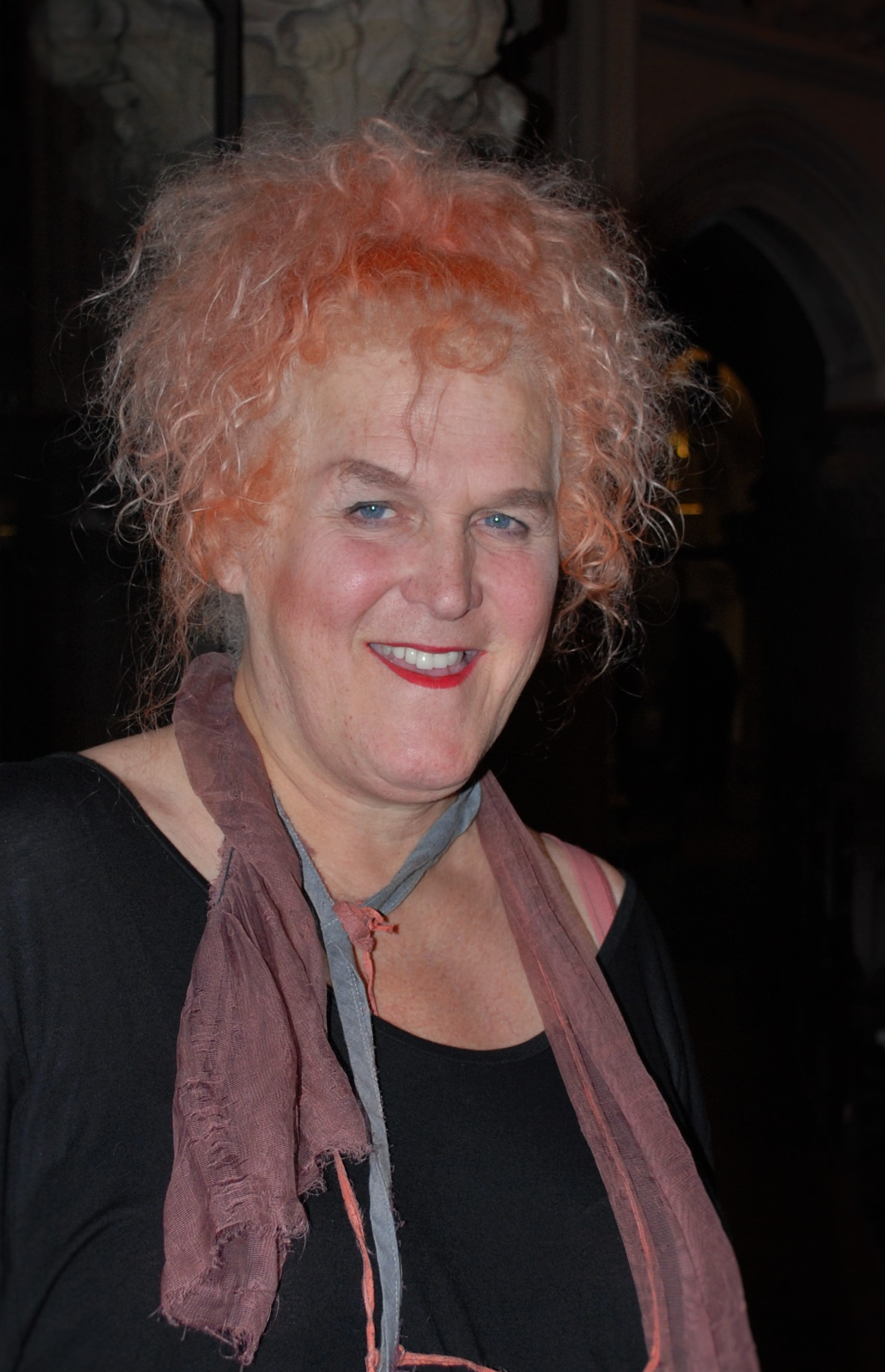
Baby Dee in Berlin (2016)

Baby Dee (* 1953 in Cleveland, Ohio als Dee Norris) ist eine US-amerikanische Sängerin, Pianistin und Harfenistin. 

## Musikalische Entwicklung
Nach unterschiedlichen Tätigkeiten (u. a. als Chorleiterin und Organistin einer katholischen Gemeinde in der Bronx sowie als Zirkusartistin) lernte sie in New York Antony Hegarty von Antony and the Johnsons kennen und wirkte am Debütalbum der Band mit und wenig später erschienen ihre ersten Solo-Alben. Oft wird ihre Musik als exzentrisch beschrieben, ebenso als fragil und emotional; Kabarett- und Chanson-Elemente klingen an. Dee singt Falsett, jedoch nicht ausschließlich. Während sie ihre ersten Veröffentlichungen im Alleingang aufgenommen hatte, sind an ihrem bislang erfolgreichsten Album „Safe Inside the Day“ eine Reihe teilweise bekannter Musiker beteiligt, so zum Beispiel Will Oldham, Matt Sweeney, Andrew WK, William Breeze und John Contreras. Vermittels Gitarren und E-Bass wurden mittlerweile auch Rockelemente in das Klangbild integriert. Baby Dees Songtexte sind zum Teil autobiografisch und behandeln Themen wie Kindheitserinnerungen, Außenseitertum und Aspekte der Transgeschlechtlichkeit; sie zeugen trotz ernster Momente auch von einem Sinn für skurrile Komik.
Dee hat in den letzten Jahren regelmäßig live gespielt, oft zusammen mit anderen Musikern wie Current 93 (an deren Aufnahmen sie zuweilen mitwirkt), Marc Almond, Rickie Lee Jones, Julia Kent, Little Annie und Simon Finn.

## Diskografie
- Little Window (CD, 2001) Durtro
- Look What the Wind Blew In (MCD, 2001) Durtro
- Love's Small Song (2CD, 2002) Durtro
- A Book of Songs for Anne Marie (CD, 2004) Durtro
- Made for Love (MCD, 2005) Durtro
- Live in Turin (CD, 2006) PREcordings
- The Robin’s Tiny Throat (2CD, 2007) Durtro (Doppel-CD mit bisherigen Studioaufnahmen)
- Love Is Stronger Than Death (LP, 2008) Bragagild (Live mit John Contreras)
- Safe Inside the Day (CD/LP, 2008) Drag City
- A Book of Songs for Anne Marie (CD, 2010) Drag City/Tin Angel (Neufassung des Albums)